# Acuminochernes tacitus
Acuminochernes tacitus är en spindeldjursart som beskrevs av Clarence Clayton Hoff 1961. Acuminochernes tacitus ingår i släktet Acuminochernes och familjen blindklokrypare. Inga underarter finns listade i Catalogue of Life.